# 容偉雄
容偉雄，GBS，JP（1961年3月5日—），香港公務員，官至首長級甲一級政務官，退休前為香港特別行政區政府食物及衛生局常任秘書長。卸任后獲委任為指定檢疫酒店計劃辦事處處長（特別職務），以及引進重點企業辦公室主任。

## 簡歷
容偉雄於1983年於香港大學畢業，並於同年7月加入政府，1986年7月轉職政務職系，於2006年8月晉升為首長級乙一級政務官，於2010年4月晉升為首長級甲級政務官，並於2016年6月晉升為首長級甲一級政務官。他曾於多個政府決策局及部門工作，包括房屋署、前常務科、前憲制事務科、前政務總署、前布政司辦公室、前候任行政長官辦公室、政務司司長辦公室、財政司司長辦公室，工業貿易署，前工商及科技局，及前環境運輸及工務局（後改稱運輸及房屋局）。他在2022年12月23日至2023年12月17日擔任引進重點企業辦公室主任。
容偉雄所任的重要職位包括：
- 2001年1月至2004年7月：工業貿易署副署長
- 2004年7月至2006年8月：工商及科技局副秘書長（工商）
- 2006年8月至2010年1月：環境運輸及工務局副秘書長（運輸）（後改稱運輸及房屋局副秘書長（運輸））
- 2010年2月至2014年12月：旅遊事務專員
- 2014年12月至2018年4月22日：商務及經濟發展局常任秘書長（工商及旅遊）
- 2018年4月23日至2021年2月22日：食物及衛生局常任秘書長（食物）
- 2022年12月23日至2023年12月17日：引進重點企業辦公室主任

## 榮譽
- 金紫荊星章（G.B.S.）（2021年7月1日）[6]
- 非官守太平紳士（J.P.）（2023年7月1日）[7]
- 官守太平紳士（J.P.）（2003年7月1日－2021年2月22日）[8][9]